# Distichirhops
Distichirhops är ett släkte av emblikaväxter. Distichirhops ingår i familjen emblikaväxter.
Kladogram enligt Catalogue of Life:
| Distichirhops | \| \| Distichirhops megale \| \| \| \| \| \| Distichirhops minor \| \| \| \| \| \| Distichirhops mitsemosik \| \| \| \| |
|               | \| \| Distichirhops megale \| \| \| \| \| \| Distichirhops minor \| \| \| \| \| \| Distichirhops mitsemosik \| \| \| \| |
|               | Distichirhops megale |
|               | |
|               | Distichirhops minor |
|               | |
|               | Distichirhops mitsemosik                                                                                                |
|               | |